# Kościół św. Jakuba Mniejszego Apostoła w Dąbrówce Nowej
Kościół św. Jakuba Mniejszego Apostoła w Dąbrówce Nowej – katolicki kościół parafialny zlokalizowany we wsi Dąbrówka Nowa, w powiecie bydgoskim.

## Historia
Parafię we wsi erygowano w 1428. W 1590 wzniesiono kościół drewniany (była to już druga świątynia w tym miejscu, gdyż wcześniejsza uległa ruinie). Fundatorem był lokalny dziedzic – Sebastian Rudnicki. W 1729 kolejną świątynię drewnianą ufundował hrabia Wojciech Bniński. Od tego czasu nosi on obecne wezwanie. W ołtarzu wisiał wówczas uznawany za słynący łaskami obraz Matki Boskiej. Świątynia ta spłonęła 24 marca 1883. Obecną wzniesiono w latach 1888–1889. Poświęcił ją ks. prałat Łukowski 23 grudnia 1889. We wrześniu 1939 kościół uległ uszkodzeniom wojennym. Msze odprawiano na plebanii. Odbudowę rozpoczęto w 1947. Poświęcenia odbudowanego kościoła dokonał biskup Lucjan Bernacki w dniu 23 grudnia 1949, a jego konsekracji – biskup Jan Czerniak w dniu 12 sierpnia 1962 (upamiętnia to stosowna tablica w kruchcie). 

## Otoczenie
Przy kościele znajdują się nagrobki:
- księdza Jana Krzewińskiego (1875–1924),
- hrabiego Tadeusza Morstina (1860–1937).

## Galeria

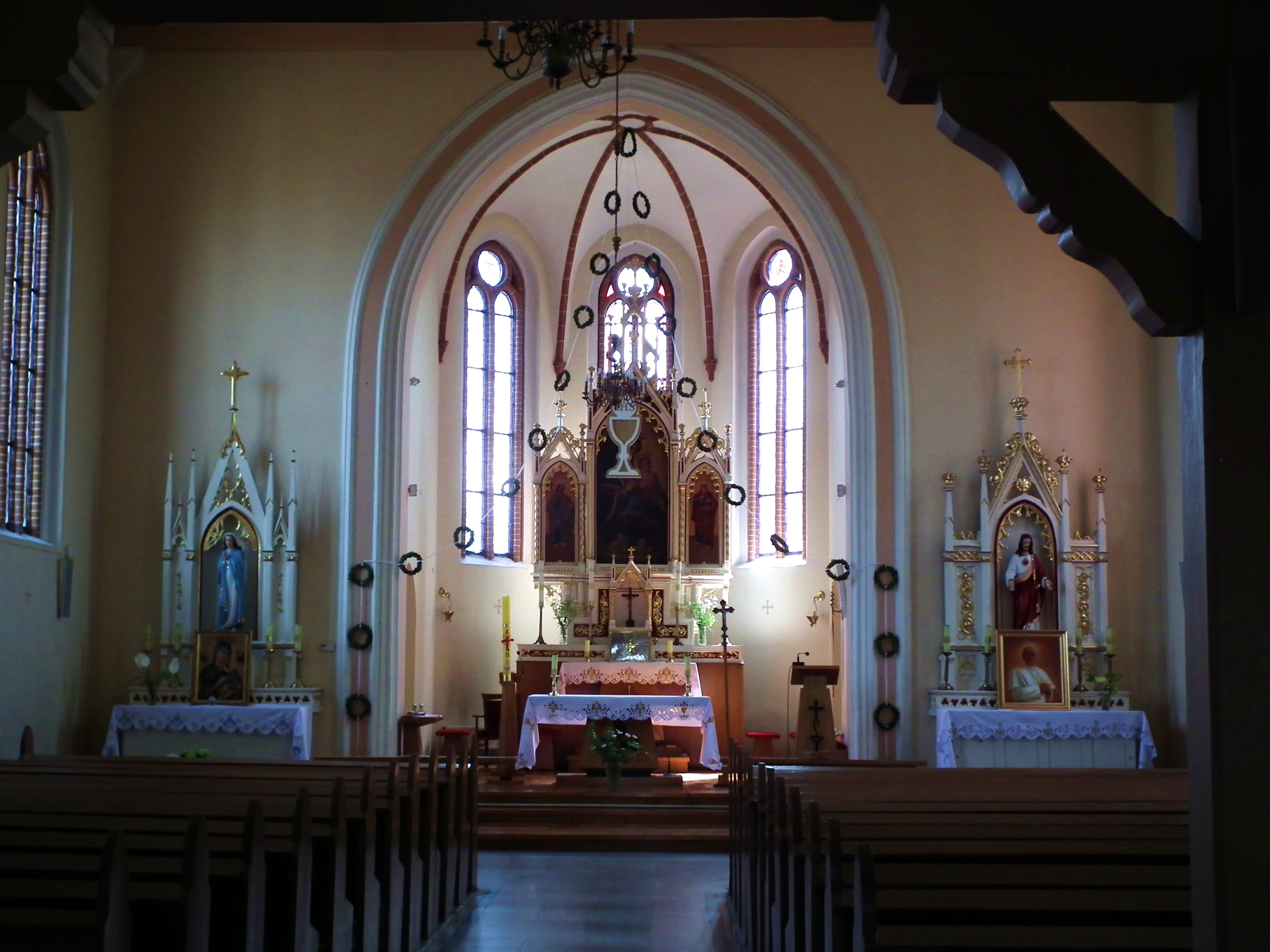
Wnętrze
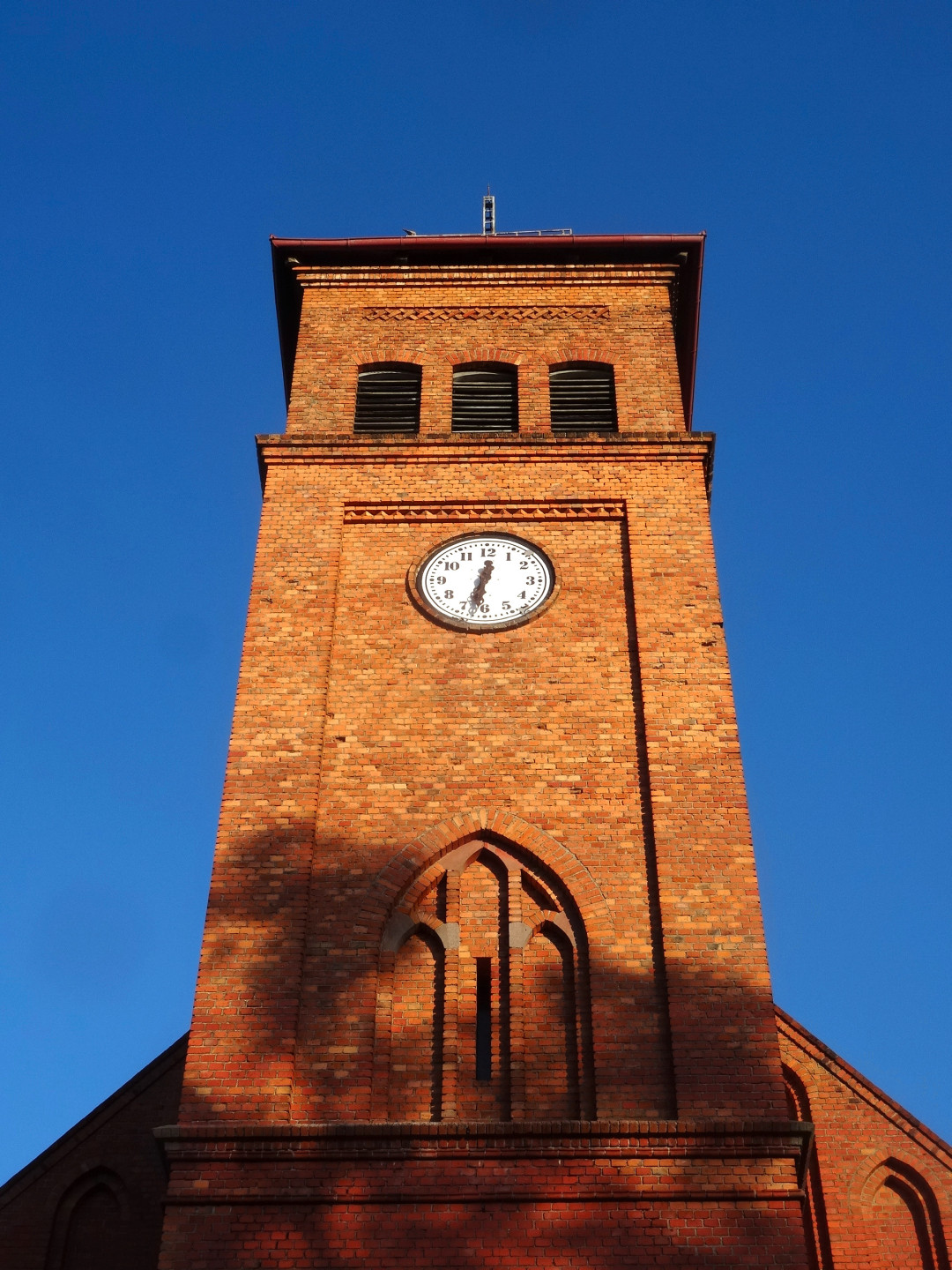
Wieża
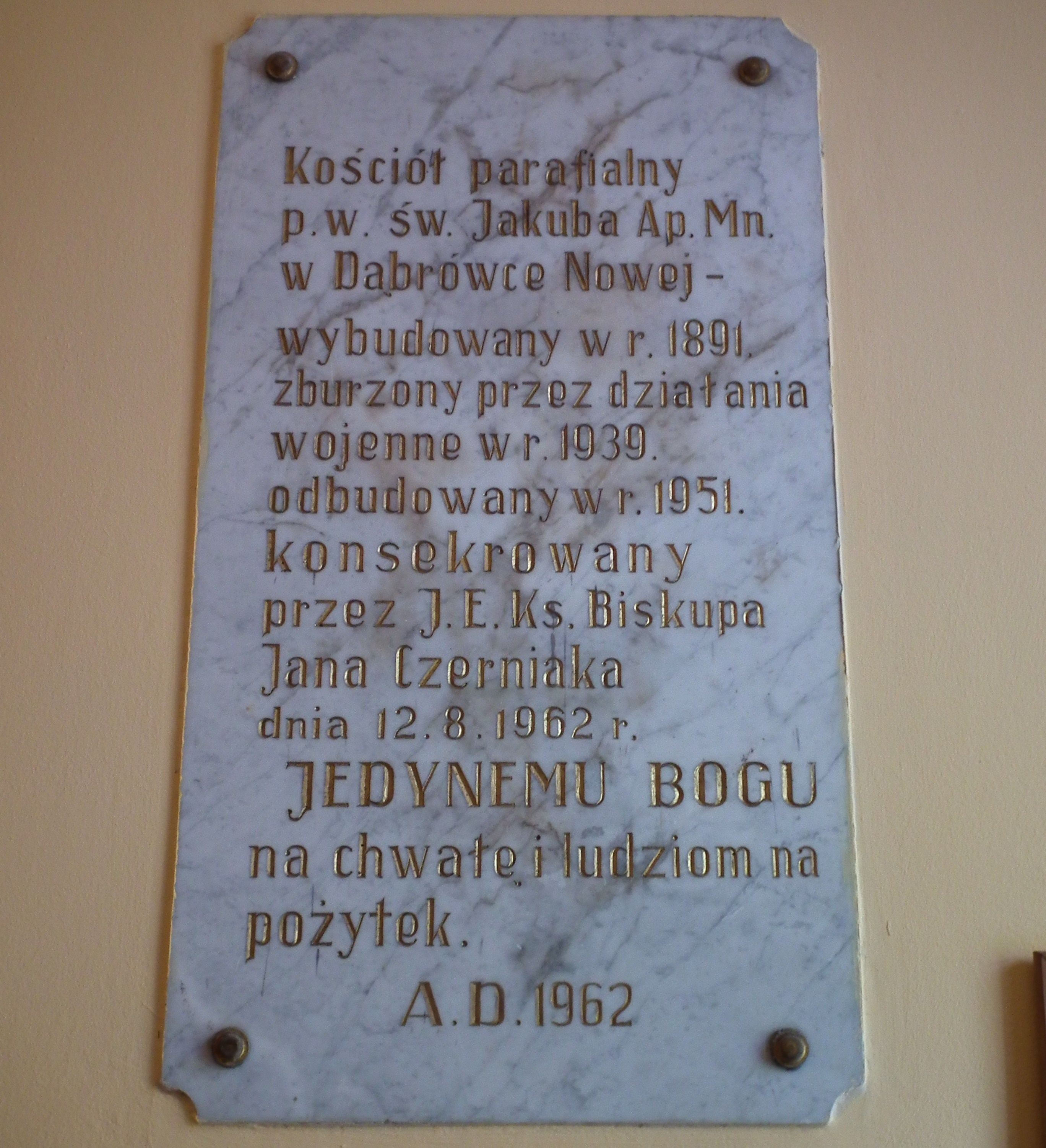
Tablica
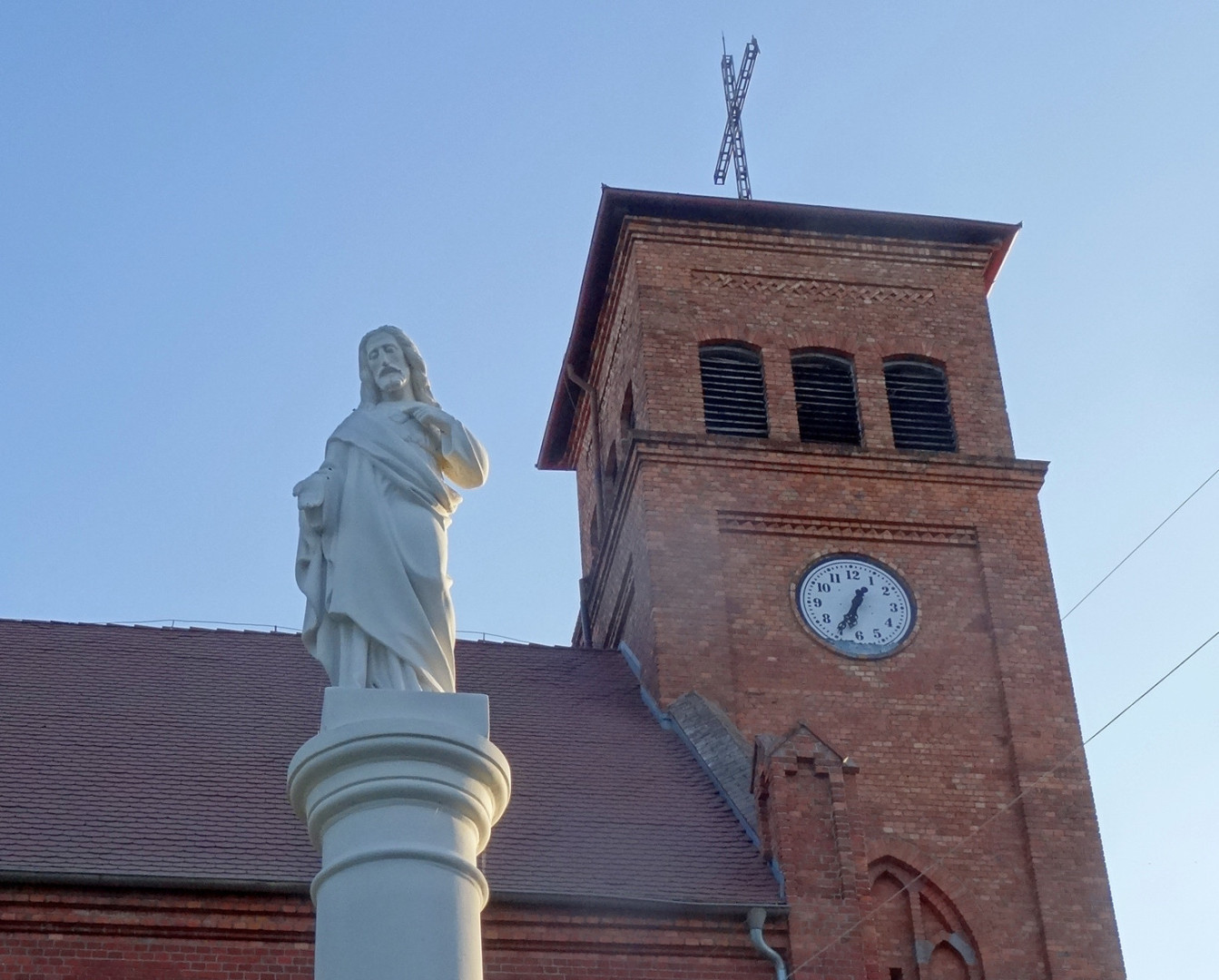
Posąg
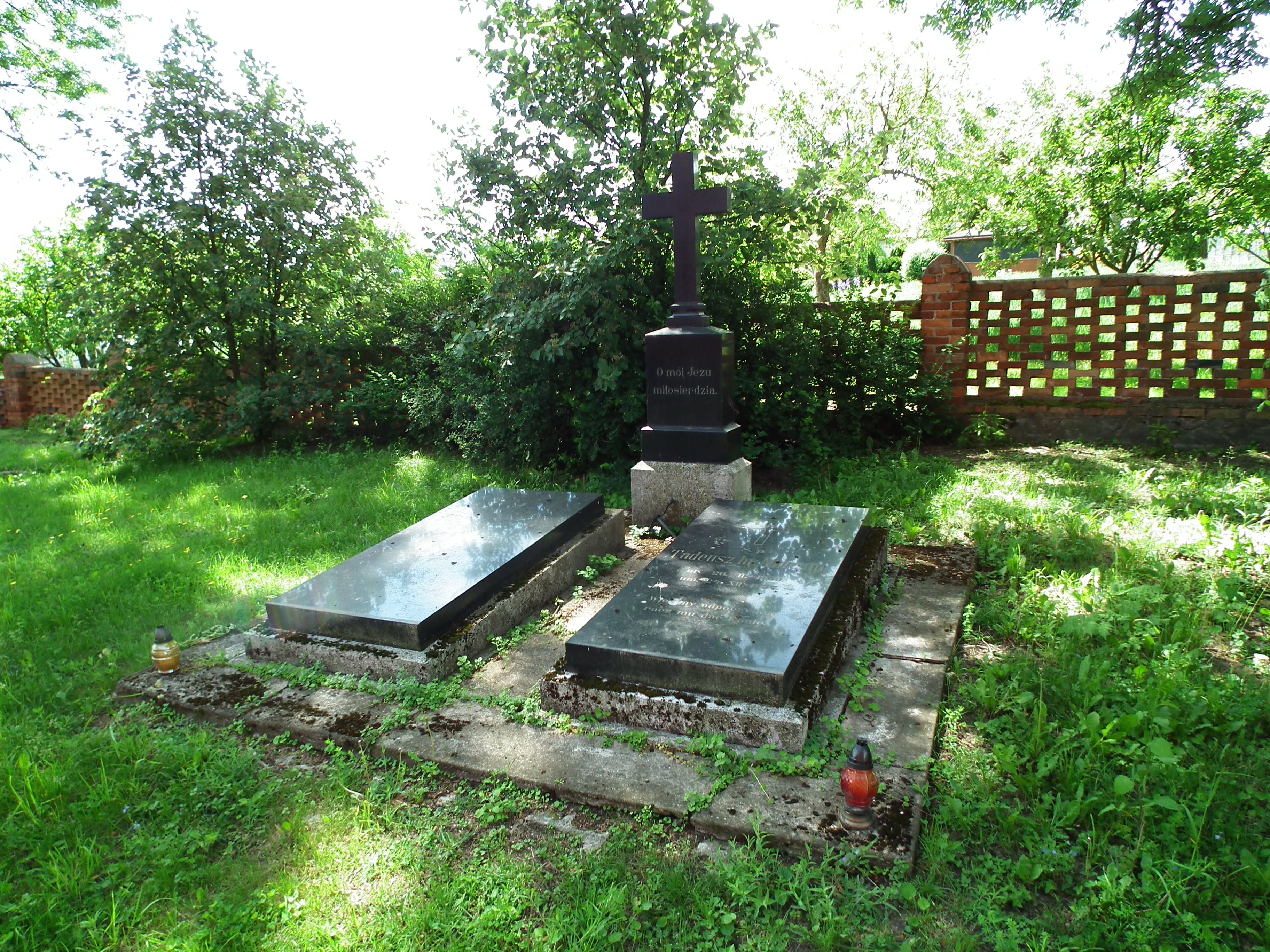
Stare nagrobki